# Cotulades squamosus
Cotulades squamosus là một loài bọ cánh cứng trong họ Zopheridae. Loài này được Carter miêu tả khoa học năm 1933.